# Dahiyat Qudsaya
Dahiyat Qudsaya (în arabă ضاحية قدسيا السكنية الجديدة, lit. Qudsaya Modern Residential Suburb) este o suburbie modernă adiacentă orașului Qudsaya la nord de districtul Mezzeh din Damasc în Siria. Satul este parte administrativă a districtului Qudsaya din Guvernoratul Rif Dimashq din sudul Siriei. Localitățile din apropiere includ al-Hamah la nord și suburbiile bogate al-Sabboura și Yaafour la vest. Potrivit Biroului Central de Statistică al Siriei, Dahiyat Qudsaya avea o populație de 9.500 de locuitori la recensământul din 2004.